# 索馬里國家足球隊
索馬里國家足球隊是索馬里的國家足球代表隊，由索馬里足球協會管理，現時屬於國際足協及非洲足協成員國之一。索馬里至今仍未參加過任何國際大賽的決賽週，無論在世界盃及非洲國家盃外圍賽階段從未取得過出線資格。

## 世界盃成績
- 1930年 至 1958年 - 屬於義大利及英國的一部分
- 1962年 至 1978年 - 沒有參賽
- 1982年 - 未能晉級
- 1986年 至 1998年 - 沒有參賽
- 2002年 至 2018年 - 未能晉級

## 非洲盃成績
- 1957年 至 1959年 - 屬於義大利及英國的一部分
- 1962年 至 1972年 - 禁止參賽
- 1974年 - 1976年 - 外圍賽出局
- 1978年 - 沒有參賽
- 1980年 - 1988年 - 外圍賽出局
- 1990年 - 2010年 - 沒有參賽
- 2012年 - 禁止參賽
- 2013年 - 2021年 - 沒有參賽
- 2023年 - 外圍賽出局